# Керсекосу
Керсекосу (рум. Chersăcosu) — село у повіті Васлуй в Румунії. Входить до складу комуни Стенілешть.
Село розташоване на відстані 299 км на північний схід від Бухареста, 32 км на схід від Васлуя, 64 км на південний схід від Ясс, 143 км на північ від Галаца.

## Населення
За даними перепису населення 2002 року у селі проживали 549 осіб, усі — румуни. Усі жителі села рідною мовою назвали румунську.